# バックグラウンド (ソフトウェア)
コンピュータシステムにおいて、優先度の高い処理をフォアグラウンド(前景(処理))とし、対称的に優先度の低い処理をバックグラウンド(背景(処理))と分類し呼称する概念。
コンピュータシステムの用途や設計は様々であり、優先度の有無や、何を優先度の高い処理とするかは、様々で決まりがあるわけではない。